# Valentin Slatnar - Bôs
Valentin Slatnar, z vzdevkom Bôs ali Bôsov Tine, slovenski lovec, lovski čuvaj in alpinist, * 11. februar 1852, Kamniška Bistrica, † 18. september, 1933.

## Življenjepis
Valentin Slatnar, po domače stari Bôs ali tudi Bôsov Tine, je bil rojen pri Bôsu pod Gradiščem v Kamniški Bistrici, kjer je bila njegova mati dekla. Z domačimi tako ni bil v sorodu, imel pa je vzdevek po tej kmetiji. Že kot devetletni pastir drobnice je oblezel vsako strmino v dolini Kamniške Bistrice, pri štirinajstih letih pa je postal drvar in plavec lesa v Bistrici. V teh letih je ves čas bival po pastirskih stanovih in drvarskih kočah, kjer je živel težko samotarsko življenje; preživljal se je z delom in krivolovom, zato je bil med ljudmi znan kot strasten in nevaren »divji jager«. Leta 1872 je postal zapriseženi lovski čuvaj kneza Huga Werianda Windisch-Graetza in se tedaj iz krivolovca spremenil v strah in trepet divjih lovcev.
Bôs je znan tudi po tem, da je bil zaradi odličnega poznavanja strmin in gora zelo zanesljiv gorski vodnik, ki je dajal nasvete in vodil ljudi po gorah nad Bistrico. Bil je eden od prvih gorskih reševalcev na območju Kamniške Bistrice.

## Legende in zgodbe
O tem legendarnem gorjanu kroži ogromno zgodb. Med ljudmi je znan predvsem kot zelo strasten divji lovec, ki se je spreobrnil v neustrašnega lovskega čuvaja, ki je po strminah plezal in lazil kot bi hodil po ravnem ter bedel nad divjimi lovci, do katerih je menda bil neusmiljen. O njem se je govorilo, da mu ni nikoli spodletelo, saj naj bi v gorah pil gamsovo kri.